# Tosa (chien)
Pour les articles homonymes, voir Inu.
 (septembre 2013).
Si vous disposez d'ouvrages ou d'articles de référence ou si vous connaissez des sites web de qualité traitant du thème abordé ici, merci de compléter l'article en donnant les références utiles à sa vérifiabilité et en les liant à la section « Notes et références ».

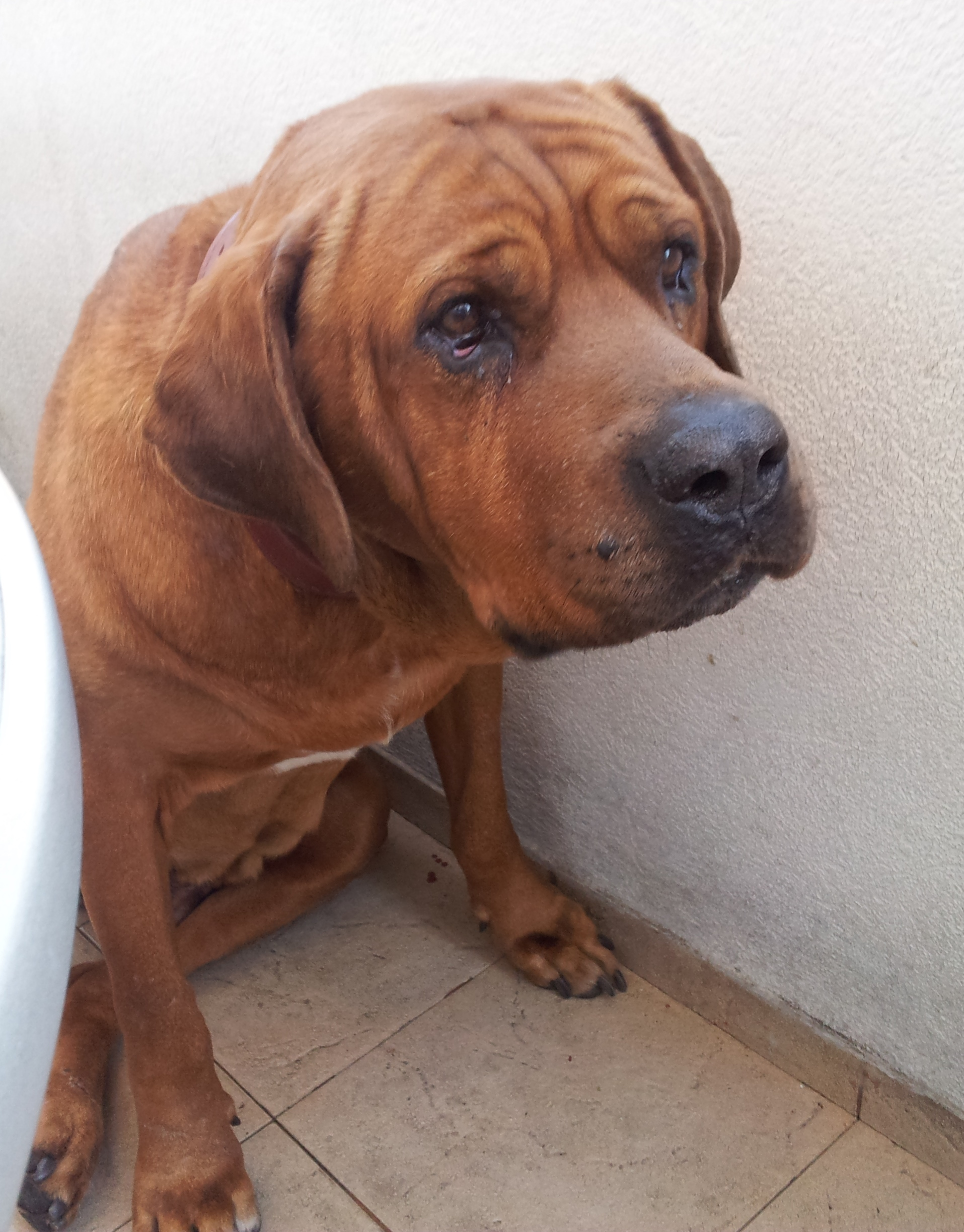
Tosa Inu.

Le Tosa ou Tosa-Inu est une race de chien originaire du Japon ; son nom provient de la région où elle a été créée.

## Histoire
Depuis la fin du XIXe siècle, des chiens de l'île de Shikoku au Japon furent croisés avec des races de chiens occidentaux : le bulldog, le mastiff, le dogue allemand ainsi que le saint-bernard et le Bull Terrier, afin d'établir le standard du Tosa que l'on connaît de ces jours-ci.
Au Japon, ce chien est très apprécié auprès des yakuzas (mafia japonaise) et notamment pour les combats de chiens qui rapportent énormément d'argent.

## Réglementation française
En France, il s'agit d'une race de chien de seconde catégorie. Dans le cadre du permis de détention, une évaluation comportementale doit avoir été réalisée par un vétérinaire inscrit sur une liste départementale entre 8 mois et 1 an d'âge ; si l'animal est âgé de moins de 8 mois, il sera délivré un permis de détention provisoire au propriétaire.
En France, les chiens issus d'un croisement avec un Tosa ou assimilables morphologiquement à un chien de type Tosa rélèvent de la première catégorie.

## Morphologie
Le Tosa Inu est un grand chien.
- Mâle : min 60 cm au garrot
- Femelle : min 55 cm au garrot

Le poids est d'environ :
- Mâle : de 70 à 90 kg
- Femelle : de 60 à 80 kg